# Ján Kubiš
Ján Kubiš (* 12. listopadu 1952 Bratislava) je slovenský diplomat, od července 2006 do ledna 2009 ministr zahraničních věcí Slovenské republiky.
Vystudoval diplomacii na Vysokoškolském státním institutu mezinárodních vztahů v Moskvě, od roku 1976 do roku 1992 pracoval na Ministerstvu zahraničních věcí ČSFR. V letech 1993–1994 působil jako velvyslanec a představitel Slovenska v OSN a dalších mezinárodních organizacích. V období mezi roky 1994–1998 pracoval jako ředitel Centra OBSE pro prevenci konfliktů a poté až do roku 2005 jako generální tajemník OBSE. Od roku 2005 do července 2006 působil v Bruselu jako představitel EU pro střední Asii. V lednu 2009 nastoupil na místo výkonného tajemníka Evropské hospodářské komise OSN, od listopadu 2011 působil jako zvláštní představitel generálního tajemníka OSN a vedoucí mise OSN v Afghánistánu (UNAMA), od roku 2019 jako zvláštní koordinátor OSN pro Libanon, v roce 2021 působil jako zvláštní vyslanec OSN v Libyi.
V roce 2024 neúspěšně kandidoval na funkci prezidenta Slovenské republiky.

## Vyznamenání
- komandér Řádu čestné legie (Francie, 2012)
- Řád přátelství II. třídy (Kazachstán, 2012)[3]
- velká čestná dekorace ve zlatě s hvězdou Čestného odznaku Za zásluhy o Rakouskou republiku (Rakousko, 2006)[4]
- Řád přátelství (Tádžikistán)